# Альберто Техада Нор'єга
Альберто Техада Нор'єга (ісп. Alberto Tejada Noriega; нар. 11 листопада 1956, Ліма) — перуанський футбольний арбітр, Арбітр ФІФА з 1988 по 1998 роки. По завершенні кар'єри — політик.

## Футбольна кар'єра
Як головний арбітр обслужив три матчі на групових етапах чемпіонатів світу 1994 і 1998 років. Також залучався до суддівства ігор двох Кубків Америки — 1993 (4 матчі) та 1995 (3 матчі) років.
Після завершення суддівської кар'єри в 2010 році обирався на посаду голови Перуанської футбольної федерації.

## Політична кар'єра
З 2003 по 2006, а також з 2007 по 2010 роки Альберто Техеда Нор'єга обіймав посаду мера району Сан-Борха, розташованого в регіоні Ліма.
З 2011 по 2012 роки був міністром охорони здоров'я Перу.